# 石巻市立石巻中学校
石巻市立石巻中学校（いしのまきしりつ いしのまきちゅうがっこう）は、宮城県石巻市にある公立中学校である。

## 沿革
- 1947年（昭和22年）4月22日 - 開校式ならびに入学式挙行。石巻市立石巻小学校を間借りして授業を開始[1]。
- 1948年（昭和23年）9月 - 現校舎である南鰐山校舎が完成[1][2]。
- 1950年（昭和25年）- 旧門脇中学校校舎に移転して授業（2・3年のみ）を行う[1]。
- 1954年（昭和29年）- 2月28日に校旗樹立式ならびに校歌発表会を、6月29日に応援歌発表会を開催[1]。
- 1957年（昭和32年） - 中学校創立10周年記念式典挙行[1]。
- 1958年（昭和33年）- 旧校舎に全学年移転、これによって独立校舎をようやく有する[1]。
- 1962年（昭和37年）- プール竣工[1]。
- 1970年（昭和45年）- 新校舎建築起工式を開催[1]。
- 1971年（昭和46年）- 「石中賛歌」発表[1]。
- 1974年（昭和49年）- 新校舎ならびに体育館落成式[1]。
- 1976年（昭和51年）- 開校30周年記念式典挙行[1]。門脇中学校校舎全焼のため、同校の2年生が本校舎で授業開始[1]。
- 1978年（昭和53年）- 教頭2人制となる。また、6月12日に宮城県沖地震で被災[1]。
- 1979年（昭和54年）- 吹奏楽部が全国大会に出場[1]。
- 1982年（昭和57年）- 石巻市立山下中学校が開校し、当校より228名が転校。
- 1983年（昭和58年）- 体育館床張替・給食用配膳室・エレベーター・部室・体育用具室竣工。学校給食をセンター方式により開始[1]。
- 1984年（昭和59年）- 教頭1人制になる[1]。
- 1991年（平成3年）- 再び、教頭2人制となる[1]。
- 2011年（平成23年）- 東北地方太平洋沖地震（東日本大震災）が発生。

- 2019年まで - 教頭1人制になる。
- 2020年（令和2年） - 主幹教諭が置かれる[1]。
- 2021年（令和3年）- 門脇中学校を統合[1]。旧門脇中学校校歌が「柏陵歌」となる。

## 校訓
「努力精進」、「親和協力」、「相互敬愛」

## 部活動
部活動は以下のとおりである。
- 野球
- 男子ソフトテニス
- 女子ソフトテニス
- ソフトボール
- 女子バレーボール
- 陸上競技・駅伝
- 男子卓球
- 女子卓球
- 剣道
- 男子バスケットボール
- 女子バスケットボール
- 総合運動
- 総合文化
- 吹奏楽

## 学区
当校の学区は以下の通り。基本的に石巻市立石巻小学校、石巻市立山下小学校、石巻市立大街道小学校を卒業した児童が当校に進学する。
- 中央
- 立町
- 穀町
- 羽黒町
- 泉町
- 門脇町
- 日和が丘
- 南浜町
- 南光町
- 大手町
- 宜山町
- 中瀬
- 田代浜
- 山下町
- 清水町
- 田道町一丁目
- 西山町
- 末広町
- 駅前北通り三丁目・四丁目
- 双葉町（1番 - 4番）
- 雲雀野町一丁目・二丁目
- 潮見町
- 大街道北一丁目
- 大街道東一丁目（7番23号 - 7番28号・8番12号 - 8番20号を除く）・二丁目（1番1号・1番69号 - 1番76号）

## アクセス
- JR仙石線・仙石東北ライン・石巻線 石巻駅から車で10分・徒歩で20分。
- 三陸沿岸道路 石巻河南インターチェンジから車で15分。